# Metro ve Varšavě

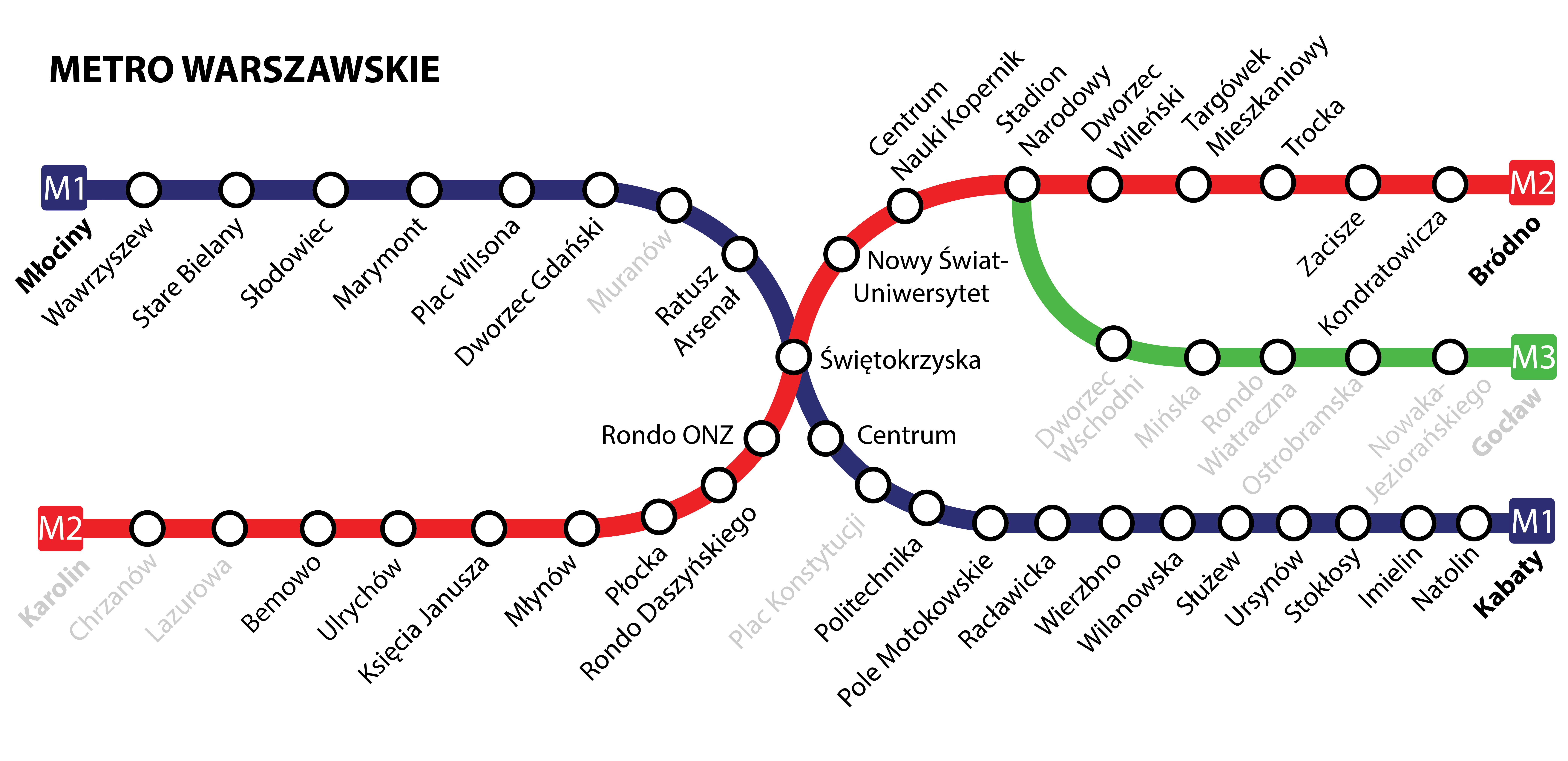
Mapa metra

Metro ve Varšavě, Varšavské metro pod hlavním městem Polska Varšavou tvoří v současnosti (2025) dvě linky: M1 (modrá) a M2 (červená). Plánuje se třetí linka M3 (zelená). Je to také jediný systém metra v zemi. Délka metra je 41 km (+ 6 ve výstavbě) a v současnosti má 40 stanic (3 ve výstavbě, 3 další plánované).

## Historie

### První projekty

Schéma metra podle projektu z 30. let 20. století

Po vyhlášení nezávislého Polska v roce 1918 se Varšava stala hlavním městem nového státu. V této době také vznikly první plány na vybudování sítě podzemní železnice. Byly zahájeny přípravné práce (skončily roku 1925), Velká hospodářská krize, do které ve 30. letech země upadla a následná válka, je však zastavily. Plány počítaly se dvěma linkami o celkové délce 13,8 km. Po Varšavském povstání a následném osvobození bylo zničeno 90 % budov v centrální části města; nyní tak bylo důležité ho obnovit než se věnovat jeho dopravě.
Varšava byla přebudována jako moderní město s širokými bulváry a domy v sovětském stylu. Z dopravního hlediska měla být zřízena, podobně jako v Praze, i podpovrchová tramvaj, a to trasovaná stejně jako první linka předválečného projektu. Na okrajových úsecích by linka vedla po povrchu a v centru města by se nacházelo několik stanic založených pod zemí. Projekt byl však v roce 1948 zrušen a nahrazen koncepcí klasického metra, vedeného zhruba 15 m pod povrchem. Jeho realizace se však také neuskutečnila.
Obrat přinesla až hrozba jaderné války. Komunistické úřady si dobře uvědomovaly, že budou v případě ohrožení muset zajistit jak provoz přes řeku Vislu, tak i ochranu civilního obyvatelstva. Vypracovaly se následně plány na výstavbu první trati, vedené severo-jižním směrem a založené hluboko pod zemí. Na sedmnácti místech začaly současně a okamžitě stavební práce, vybudovalo se 771 m tunelů. Smrtí Stalina roku 1953 se většina prací zastavila, a Varšava tak opět ztratila naději na vlastní systém podzemní dráhy. Přesto probíhaly různé průzkumné činnosti až do roku 1957.

Vytížení sítě metra mezi lety 1995 a 2008

### Postupná a pomalá realizace
Opět se začalo o podzemní dráze mluvit na počátku 60. let. Roku 1962 vznikl nový projekt, s jeho realizací se začalo však počítat až o dvacet let později. Finální rozhodnutí o výstavbě podzemní dráhy pod městem padlo v roce 1982 a stavět se začalo 15. dubna 1983. Metro bylo koncipováno jako klasická, podzemní dráha sovětského typu (uzavřena byla smlouva o spolupráci se SSSR při výstavbě). Vzhledem k tomu, že Polsko se nacházelo v této době v ne příliš šťastné ekonomické situaci, postupovala stavba pomalu; přispěla k tomu také chaotická organizace a špatné plánování. Byly proto zastaveny práce na stanicích Plac Konstytuciji a Muranów. První úsek modré linky s jedenácti stanicemi byl uveden do provozu 7. dubna 1995, celá modrá linka byla po několika dílčích prodlouženích zprovozněna 25. října 2008.
Stavba centrálního úseku červené linky M2 (celkem 7 stanic) začala 16. srpna 2010. 15. října 2014 bylo vyhlášeno výběrové řízení na prodloužení druhé linky o tři stanice v obou směrech. První šestikilometrový úsek červené linky M2 mezi stanicemi Rondo Daszyńskiego – Dworzec Wileński byl nakonec uveden do provozu se zpožděním 8. března 2015. Výstavba trvala pět let a stála v přepočtu 28 miliard Kč. V září roku 2019 byly uvedeny do provozu další tři stanice (Szwedzka, Targówek mieszkaniowy, Trocka a počátkem dubna 2020 byly otevřeny další tři stanice (Płocka, Młynów, Księcia Janusza). Od jara 2019 ve Varšavě probíhají intenzivní realizační práce nad dalšími šesti stanicemi, jejich otevření je zamýšleno na přelom roku 2021/2022. Po zprovoznění těchto šesti stanic bude druhá linka varšavského metra dosahovat délky 19 km. Třetí linka M3 povede na východě města a bude se napojovat jako větev té druhé na stanici Stadion Narodowy, aktuálně probíhají intenzivní přípravné práce, počátek výstavby je plánovaný na rok 2023. Původně se uvažovalo i o rozšíření metra na letiště (Letiště Frédérica Chopina), tento plán byl však později nahrazen podzemní vlakovou linkou (již v provozu).

## Chronologie otevírání jednotlivých úseků

Úseky v provozu - modrá a červená plná čára
Úseky ve stavbě nebo projektované - červená přerušovaná čára

| Linka | Úsek                                  | Datum otevření    |
| ----- | ------------------------------------- | ----------------- |
| M1    | Kabaty – Politechnika                 | 7. dubna 1995     |
| M1    | Politechnika – Centrum                | 26. května 1998   |
| M1    | Centrum – Ratusz                      | 11. května 2001   |
| M1    | Ratusz – Dworzec Gdański              | 20. prosince 2003 |
| M1    | Dworzec Gdański – Plac Wilsona        | 8. dubna 2005     |
| M1    | Plac Wilsona – Marymont               | 29. prosince 2006 |
| M1    | Marymont – Słodowiec                  | 23. dubna 2008    |
| M1    | Słodowiec – Młociny                   | 25. října 2008    |
| M2    | Rondo Daszyńskiego – Dworzec Wileński | 8. března 2015    |
| M2    | Dworzec Wileński – Trocka             | 15. září 2019     |
| M2    | Rondo Daszyńskiego – Księcia Janusza  | 4. duben 2020     |
| M2    | Księcia Janusza – Bemowo              | 30. červen 2022   |
| M2    | Trocka – Bródno                       | 28. září 2022     |

## Stanice
M1 (modrá)
- Młociny
- Wawrzyszew
- Stare Bielany
- Słodowiec
- Marymont
- Plac Wilsona (Wilsonovo náměstí)
- Dworzec Gdański (Gdaňské Nádraží)
- Ratusz Arsenał (Radnice
Arzenál)
- Świętokrzyska
- Centrum
- Politechnika (Polytechnická Univerzita)
- Pole Mokotowskie
- Racławicka
- Wierzbno
- Wilanowska
- Służew
- Ursynów
- Stokłosy
- Imielin
- Natolin
- Kabaty

M2 (červená)
- Księcia Janusza
- Młynów
- Płocka
- Rondo Daszyńskiego
- Rondo ONZ
- Świętokrzyska
- Nowy Świat-Uniwersytet
- Centrum Nauki Kopernik
- Stadion Narodowy
- Dworzec Wileński
- Szwedzka
- Targówek mieszkaniowy
- Trocka

## Vozový park
| typ        | výrobce                | počet souprav | počet vozů v soupravě | roky dodání |
| ---------- | ---------------------- | ------------- | --------------------- | ----------- |
| Série 81   | Metrovagonmaš Vagonmaš | 22            | 6                     | 1990-2009   |
| Metropolis | Alstom Alstom Konstal  | 18            | 6                     | 2000-2005   |
| Inspiro    | Siemens Newag          | 35            | 6                     | 2012-2014   |
| Varsovia   | Škoda Transportation   | 37            | 6                     | od 2022     |

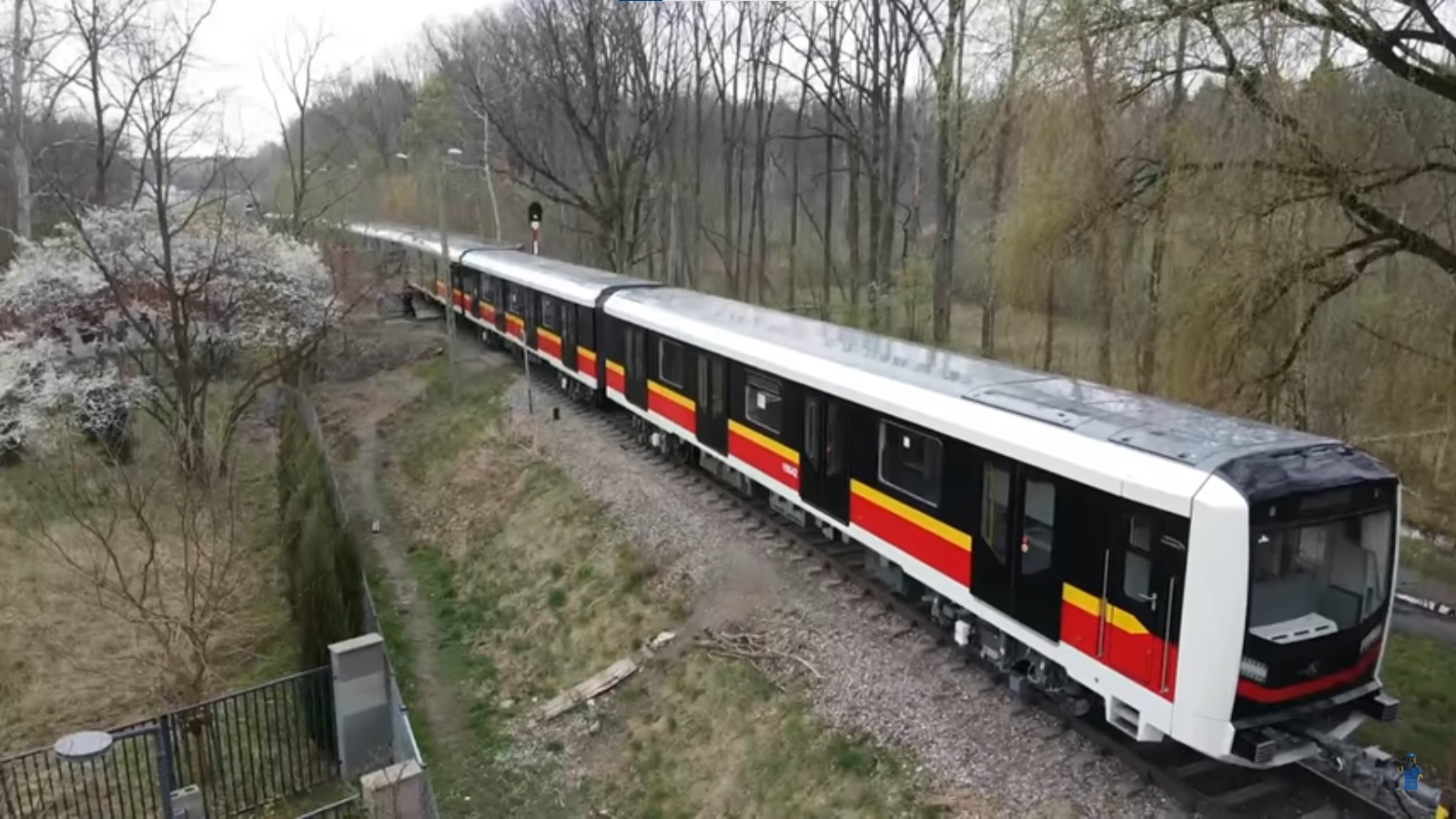
První dodaná souprava Škoda Varsovia po příjezdu do Varšavy

Linka M1 je od 28. listopadu 2023 obsluhována třemi typy šesti vozových souprav. Nejstarší provozní soupravy tvoří jednotky Alstom Metropolis, novějšími Siemens Inspiro, které začaly svůj provoz ve Varšavě v říjnu 2013 a nejnovějšími soupravami Škoda Varsovia, jichž je aktuálně v provozu 37 souprav.
Linka M2 je obsluhována dvěma typy šestivozových souprav Siemens Inspiro a Škoda Varsovia. Vypravení obou linek zajišťuje jediné depo, které je situováno jižní konečné stanice metra M1 Kabaty. V současnosti probíhá stavba depa Karolin na prodlužovaném úseku linky M2, která bude protažena až do městské části Chrazonów. Předpokládaný termín zprovoznění je v roce 2026.
Kromě výše uvedených souprav byly v provozu také ruské soupravy série 81. Dle technické specifikace vozů se jednalo o soupravy typu 81-717.3 a 81-714.3 (čelní a vložené vozy) a také o takřka obdobné modifikace 81-572 a 81-573 (čelní a vložené vozy). Přičemž vozy typu 81-572 a 81-573 byly dodávány jak ve variantě s původními čely, tak s novými čely v závislosti na letech dodání.
Z vozů s původním designem vyjely naposledy vlaky č. 13 dne 8. 10. 2023 a č. 02 dne 27. 10. 2023. Vlak 02 má však zvláštní postavení, neboť zůstává zachován jako historický. Poslední z vozů s novým designem – vlak č. 38 – reprezentující novější sérii dojezdil dne 28. 11. 2023. Zajímavostí zůstává fakt, že všech 42 vozů s novějším vzhledem zůstává odstavených v depu bez využití. Tyto soupravy zatím není možné jen tak vyřadit z evidence, neboť mezi lety 2020 až 2022 prošly rozsáhlými opravami a jejich zůstatková hodnota je stále vysoká.

## Fotogalerie

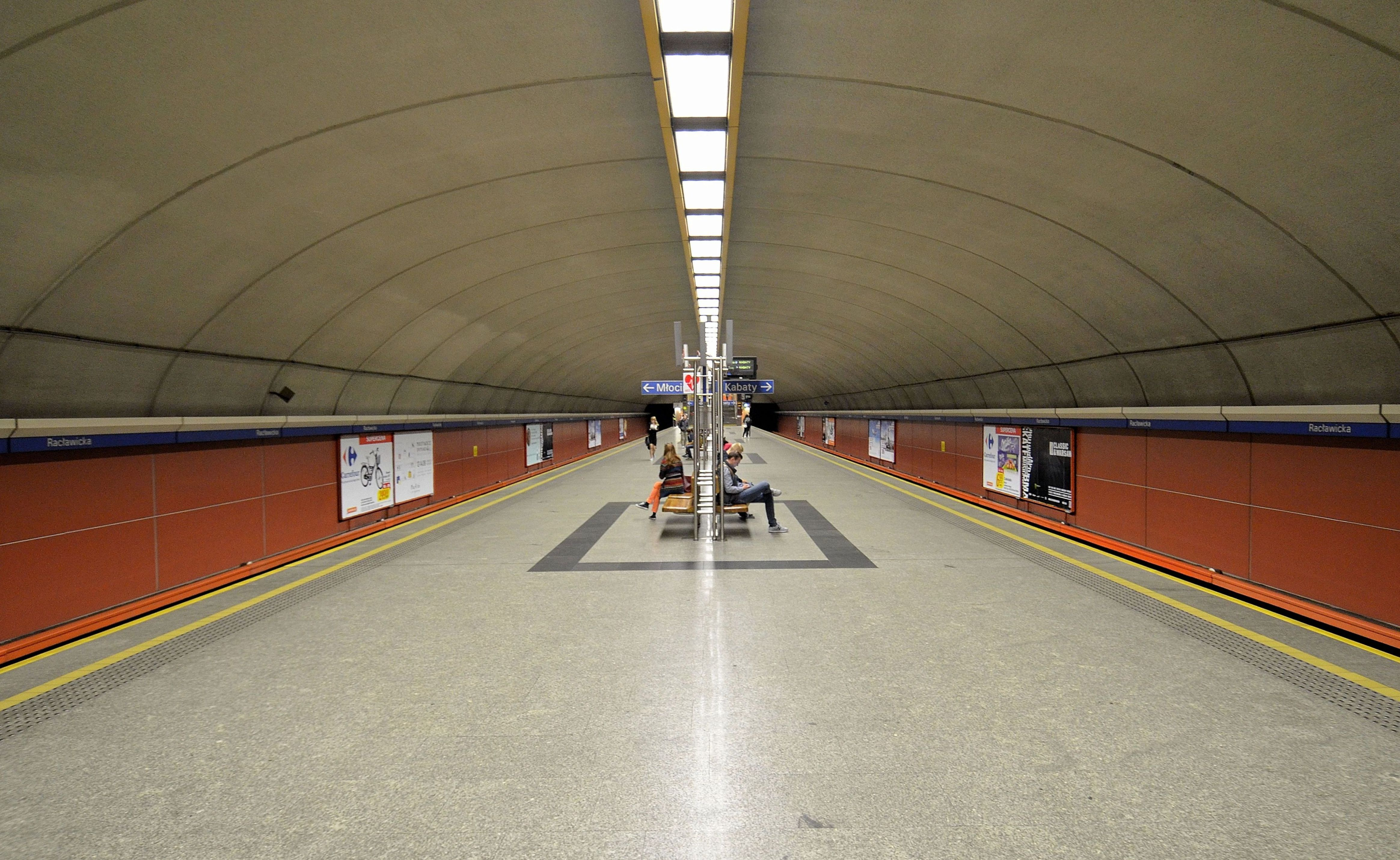
Stanice Racławicka
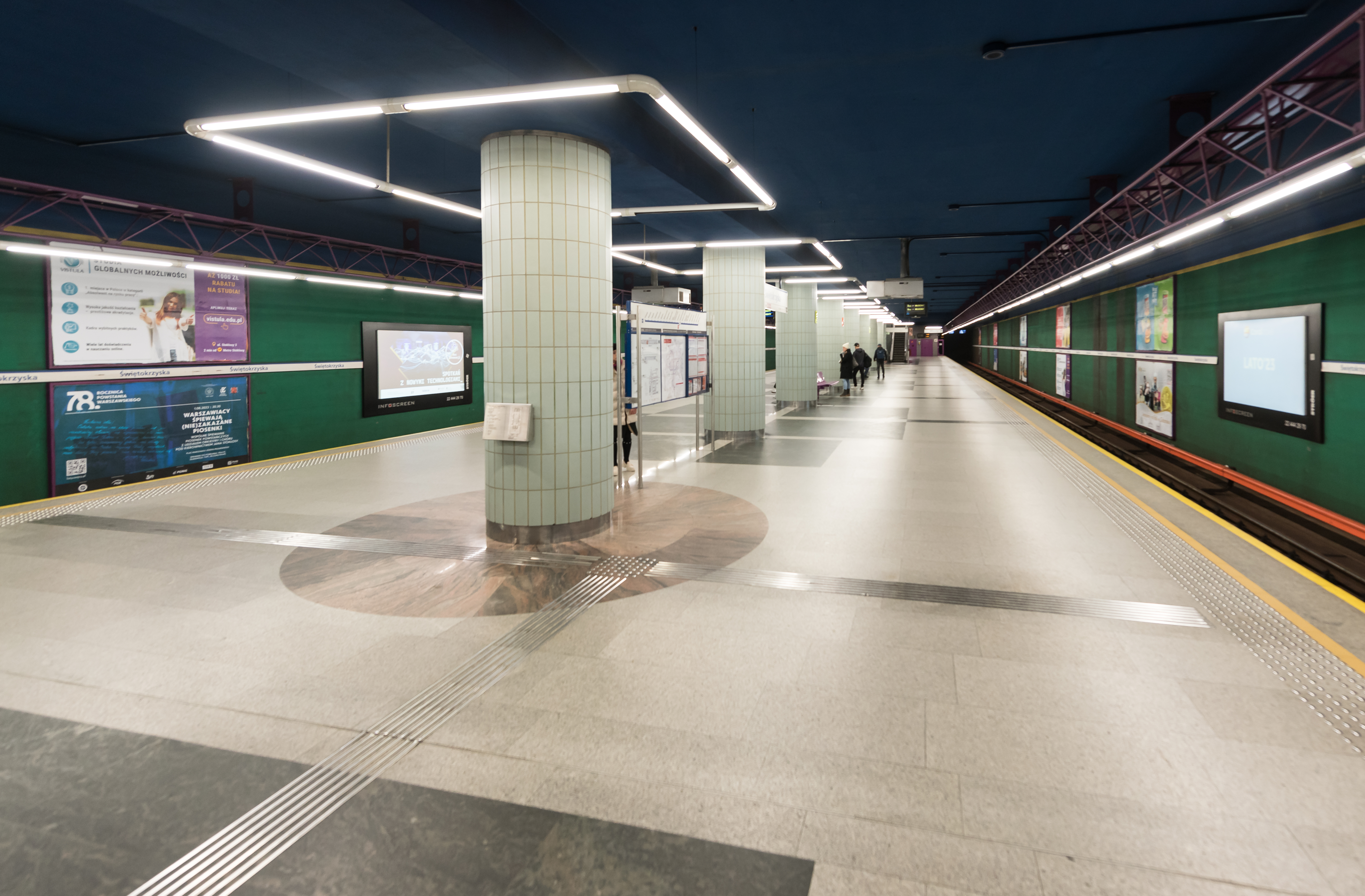
Stanice Świętokrzyska
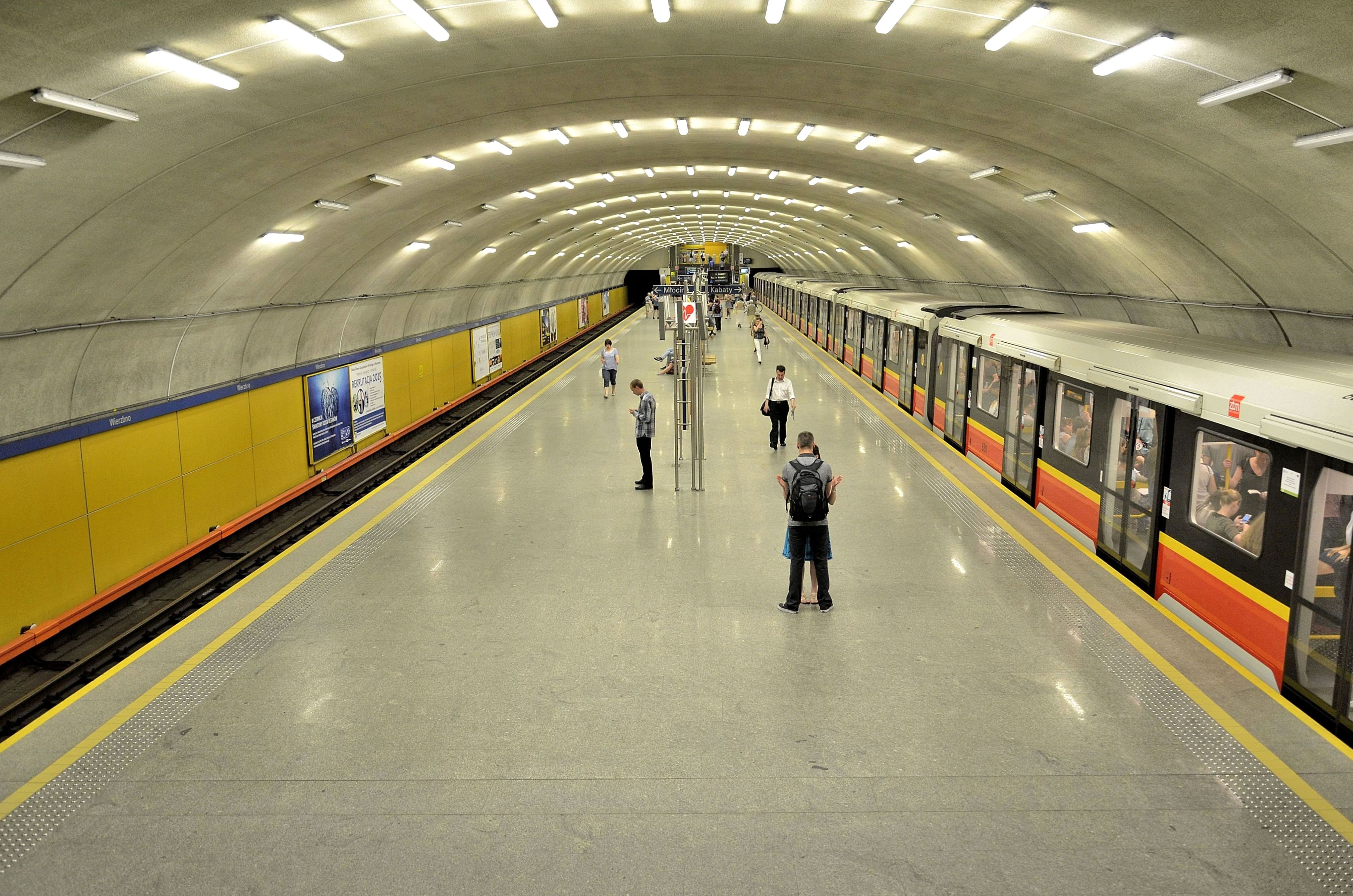
Stanice Wierzbno
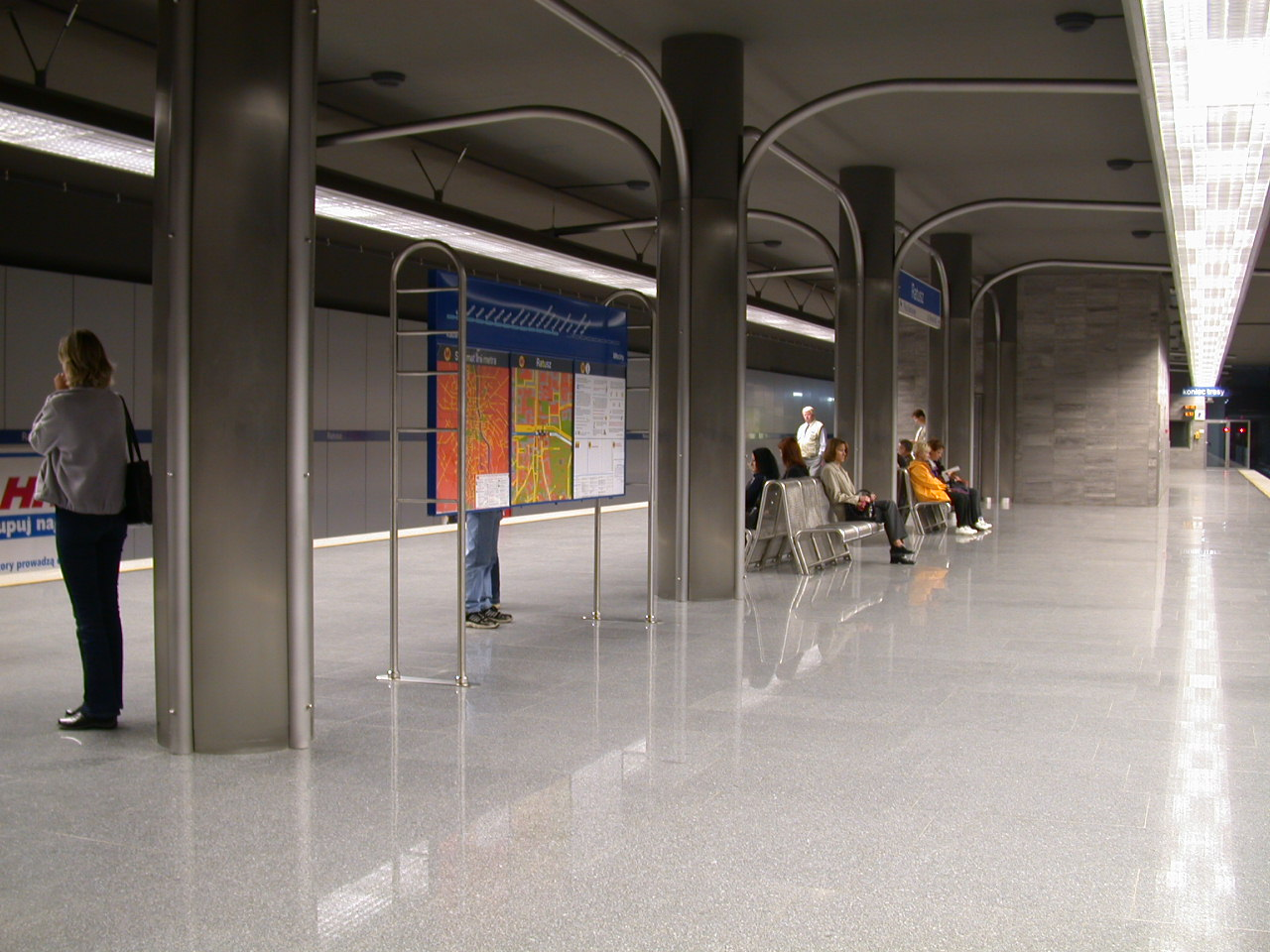
Stanice Ratusz Arsenał
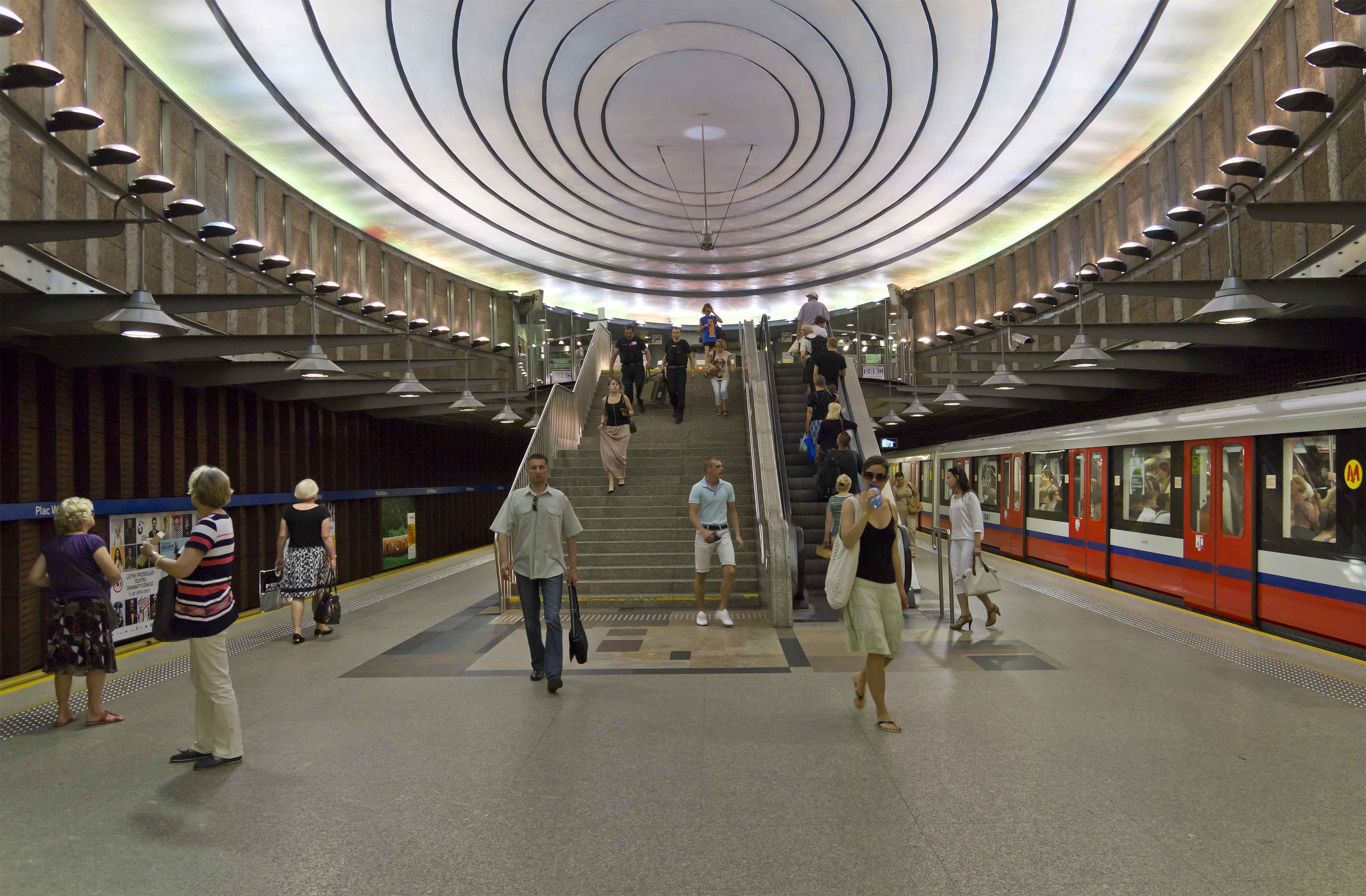
Stanice Plac Wilsona